# Ботарга

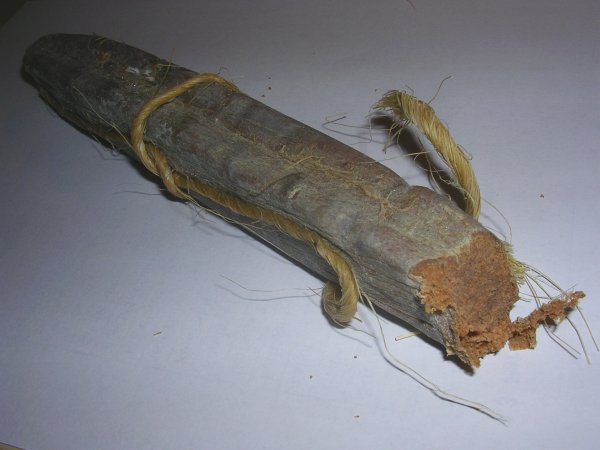
Ботарга з ікри тунця, виготовлена на Сицилії

Ботарга (італ. bottarga) — ікра риб тунця чи кефалі, яку після просолювання висушують та використовують як закуску або для приготування різноманітних страв з макаронами, сиром. Її використовують в їжу в прибережних районах Середземномор'я, Італії, Іспанії. У продаж вона поступає у вигляді невеликих брусків чи фасованою в невеликі скляні банки чи пластикові контейнери. Ботарга містить багато білків та вітамінів.

## Ботарга у Італії
В Італії ботаргу виготовляють з ікри блакитного тунця на Сицилії та з ікри кефалі (виду лобань) на Сардинії, де її називають сардинською butàriga. Її кулінарні властивості можна порівняти з сухими анчоусами, хоча ботарга значно дорожче. Часто споживають з оливковою олією або лимонним соком як закуску в супроводі хліба. Також використовують у стравах з пасти. Ботарга у цих регіонах класифікується як традиційний харчовий продукт (італ. prodotto agroalimentare tradizionale).